# Nuzarov
Nuzarov (deutsch Nimvorgut) ist eine Wüstung in der Gemeinde Postřekov in Tschechien. Das Dorf lag drei Kilometer südlich von Stockau im Böhmerwald. Sowohl im deutschen als auch im tschechischen Ortsnamen spiegeln sich die ärmlichen Lebensverhältnisse des auf einer Hochebene mitten im Wald gelegenen Ortes wider: Nimvorgut ist abzuleiten von der Redewendung „Nimm für Gut“, also etwa „finde dich mit deiner Lage ab“, Nuzarov ist abgeleitet von tschechisch nouze ‚die Not‘. Arbeit und Brot boten die Forstwirtschaft und das Spitzenklöppeln, später auch der Tourismus. Im Jahre 1930 lebten in Nimvorgut 158 Personen.

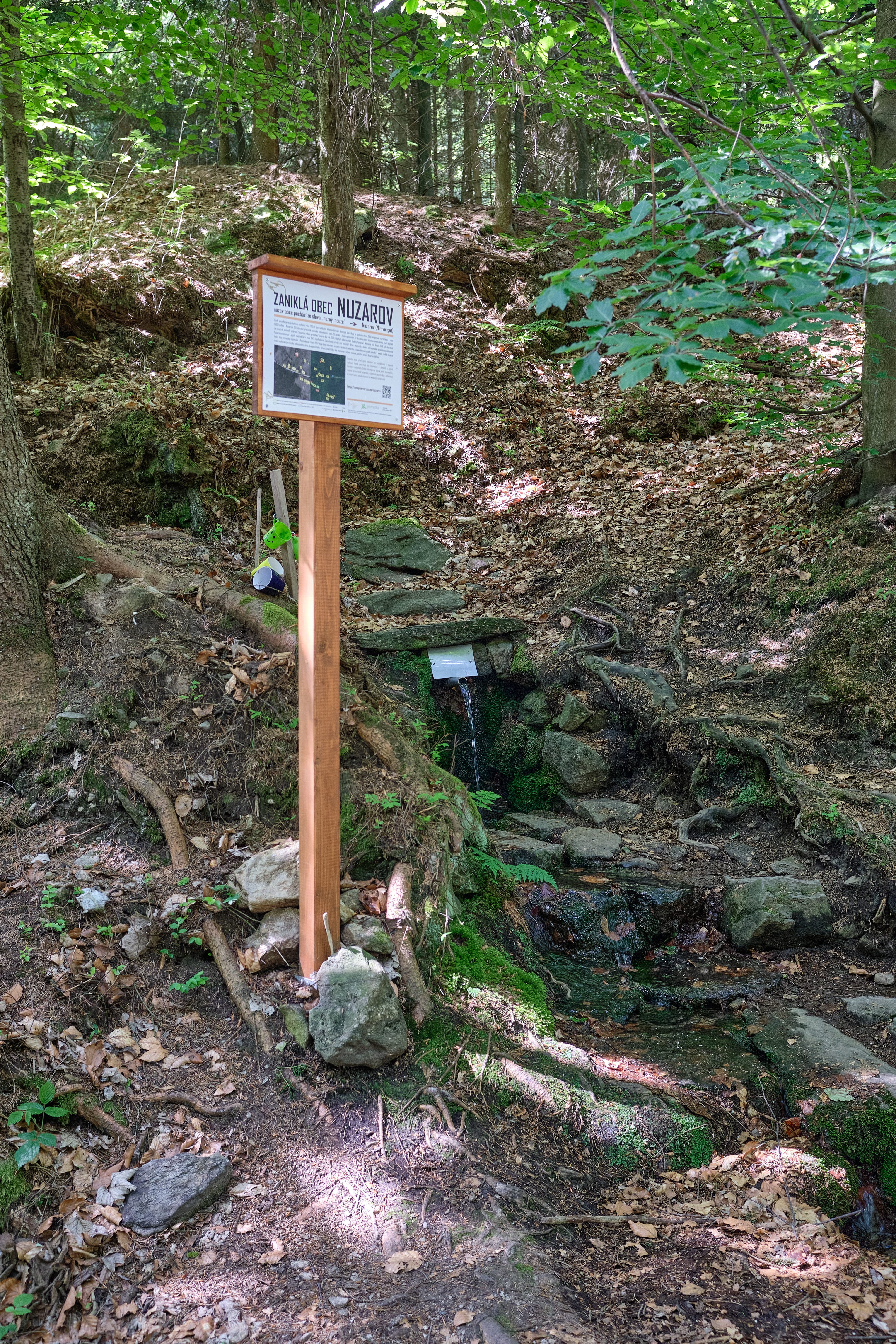
Obere Quelle in Nuzarov

Nimvorgut war zunächst eine eigenständige Gemeinde im Landkreis Bischofteinitz. Nach der Annexion des Sudetenlandes 1938 durch das Deutsche Reich wurde das Dorf am 15. Juli 1939 nach Possigkau im Landkreis Markt Eisenstein eingemeindet und kam damit 1940 zum Landkreis Waldmünchen.
1945/46 wurden die deutschen Bewohner vertrieben. Das abgelegene Dorf wurde nicht wieder besiedelt und um 1955 von der tschechoslowakischen Verwaltung aufgegeben und zerstört, da es im Grenzsperrgebiet lag.